# Сэндвич с помидорами
Сэндвич с помидорами или Томатный сэндвич (англ. Tomato sandwich) — американский сэндвич, характерный для кухни юга США, из спелых или перезрелых домашних помидоров, майонеза, соли и перца, на мягком белом хлебе. 

## Происхождение
Первое упоминание о сэндвиче зафиксировано в 1911 году. Virginia Chronicle упоминает о мужчине, который описал свой обед как «сэндвич с помидором, ломтик арбуза, холодный чай и кусок кокосового кремового пирога».
Сэндвич с помидорами ассоциируется с южной кухней и считается важной частью этой кухни. По словам Чака Риза, редактора Salvation South на Georgia Public Radio, сэндвич с помидором — это «единственная вещь, совершенная вещь, с которой может согласиться каждый южанин». The New York Times назвала его «сэндвичем, которого южане ждут весь год». 
За пределами юга сэндвич с помидорами не очень известен и иногда подвергается насмешкам из-за его простоты и неряшливости при употреблении.

## Ингредиенты

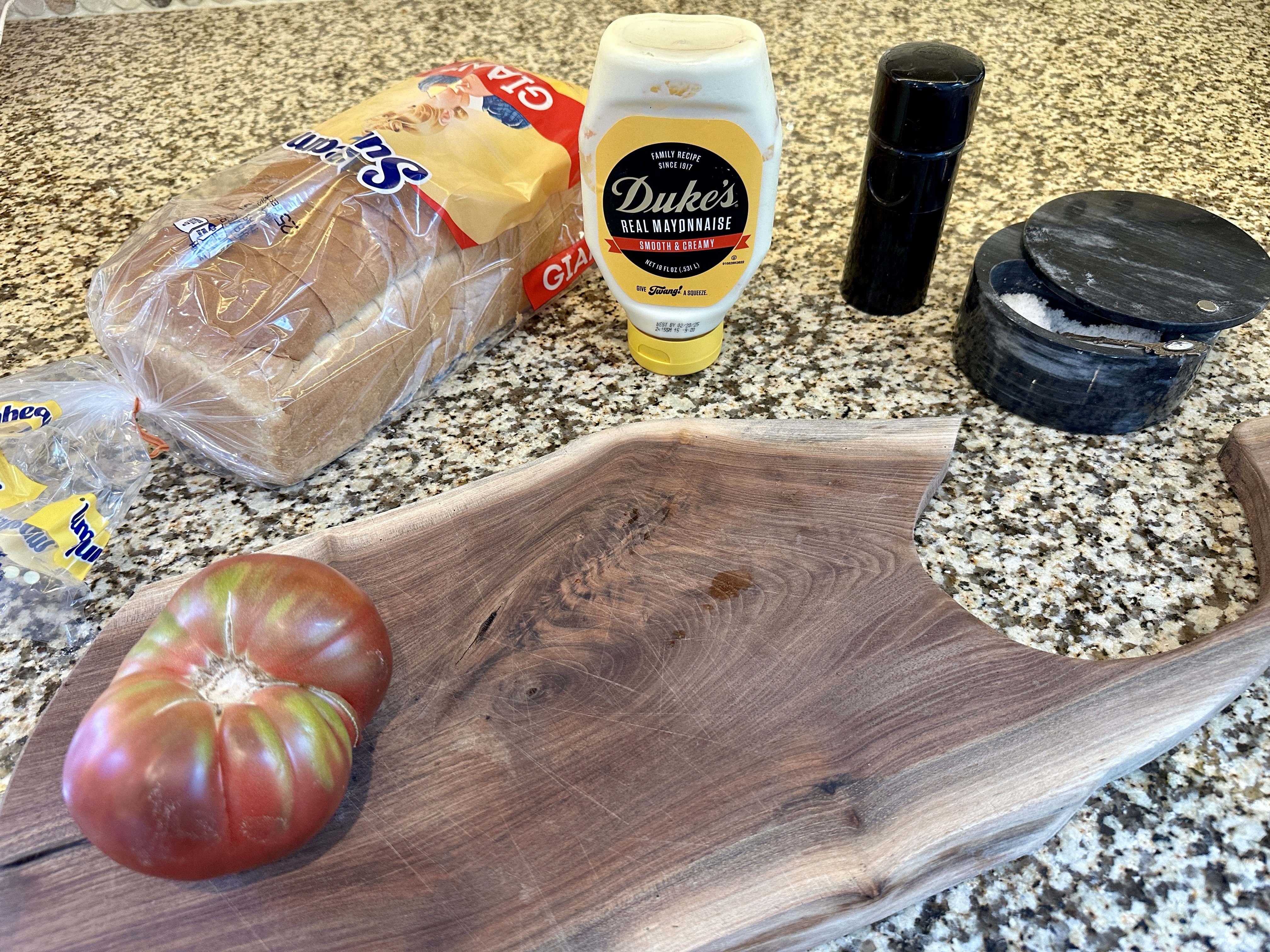
Ингредиенты томатного сэндвича

Американский сэндвич с помидорами в южном стиле готовится из мягкого белого хлеба, майонеза, соли и перца. Согласно Southern Living, эта «базовая формула  ... создаёт южный идеал» и «настоящий вкус лета на Юге». Согласно The Southern Belle Primer, «если вы хотите проявить креативность, вы можете добавить щепотку чеснока или, если вы очень смелы, даже немного порошка карри».
Сэндвич идеально готовить из свежих спелых или перезрелых помидоров с домашнего огорода или фермерского рынка; по данным Southern Living, Serious Eats и Bitter Southerner, коммерчески выращенные в супермаркете помидоры, которые могли быть собраны незрелыми и храниться в холодильнике, «обычно не обладают той же степенью сочности, сладости и богатством вкуса». Один ломтик помидора того же размера, что и хлеб, и по крайней мере такой же толщины обеспечивает достаточную начинку, не давая более тонким ломтикам помидора выскальзывать из сэндвича.
Обычно используется свежий, неподжаренный белый хлеб. Часто это хлеб для тостов.
Из-за сезонности томатов, выращенных возле дома, сэндвич обычно ассоциируется с летом.

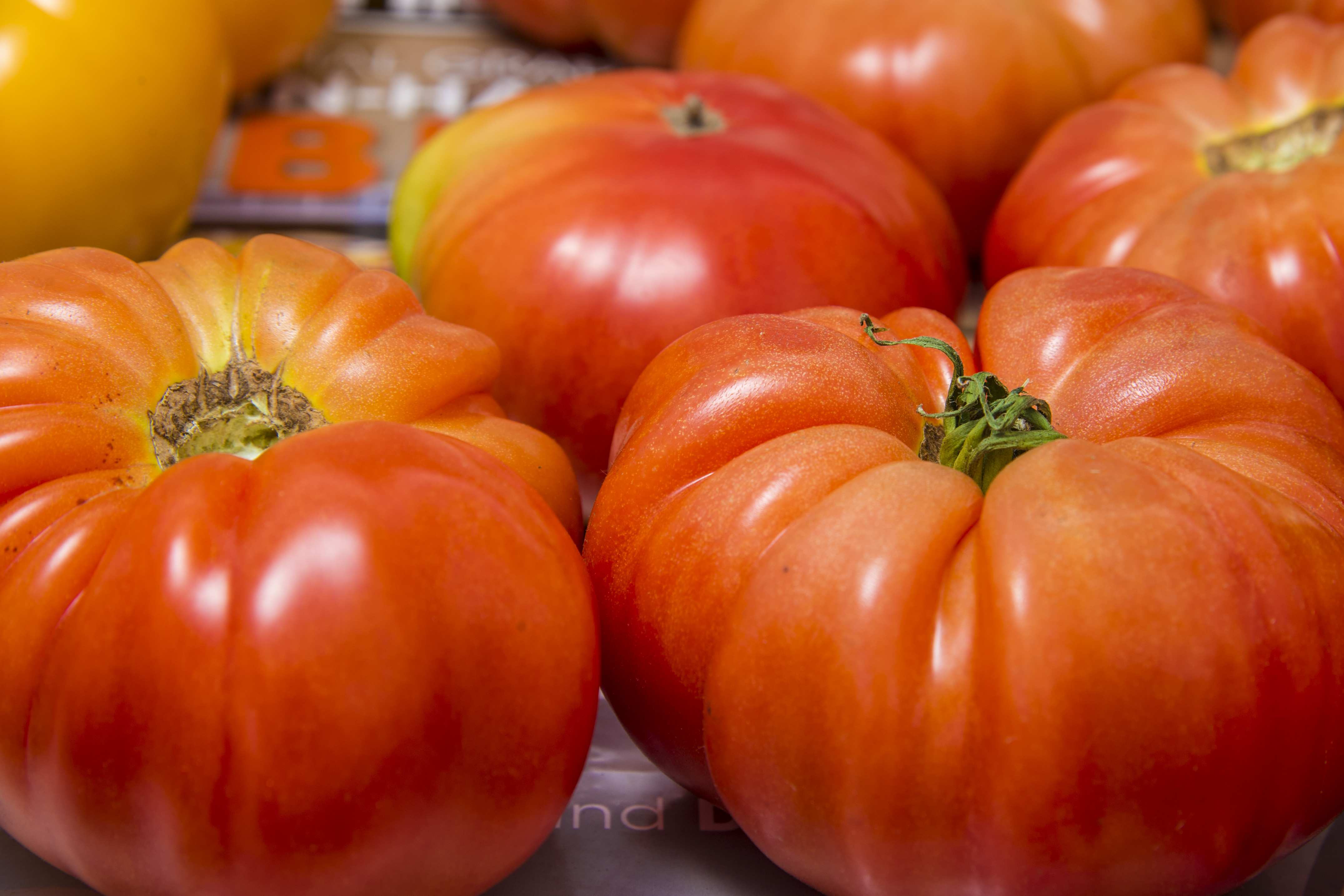
Помидоры реликтовых сортов (Heirloom) рекомендуются как лучшие для сэндвичей

## Вариации
Появляются новые рецепты, как правило, не на юге, родине сэндвича, использующие такие дополнительные ингредиенты, как лук, базилик, петрушка, анчоусы, сыр или другие.  Такие вариации могут готовится из цельнозернового хлеба, булочки или печенья, иногда поджаренных. Их подают открытыми. Могут использовать вяленые томаты или другие ароматизаторы в майонезе. При этом, южане и апологеты южной кухни не приемлют такие отхождения от классического рецепта сэндвича. 

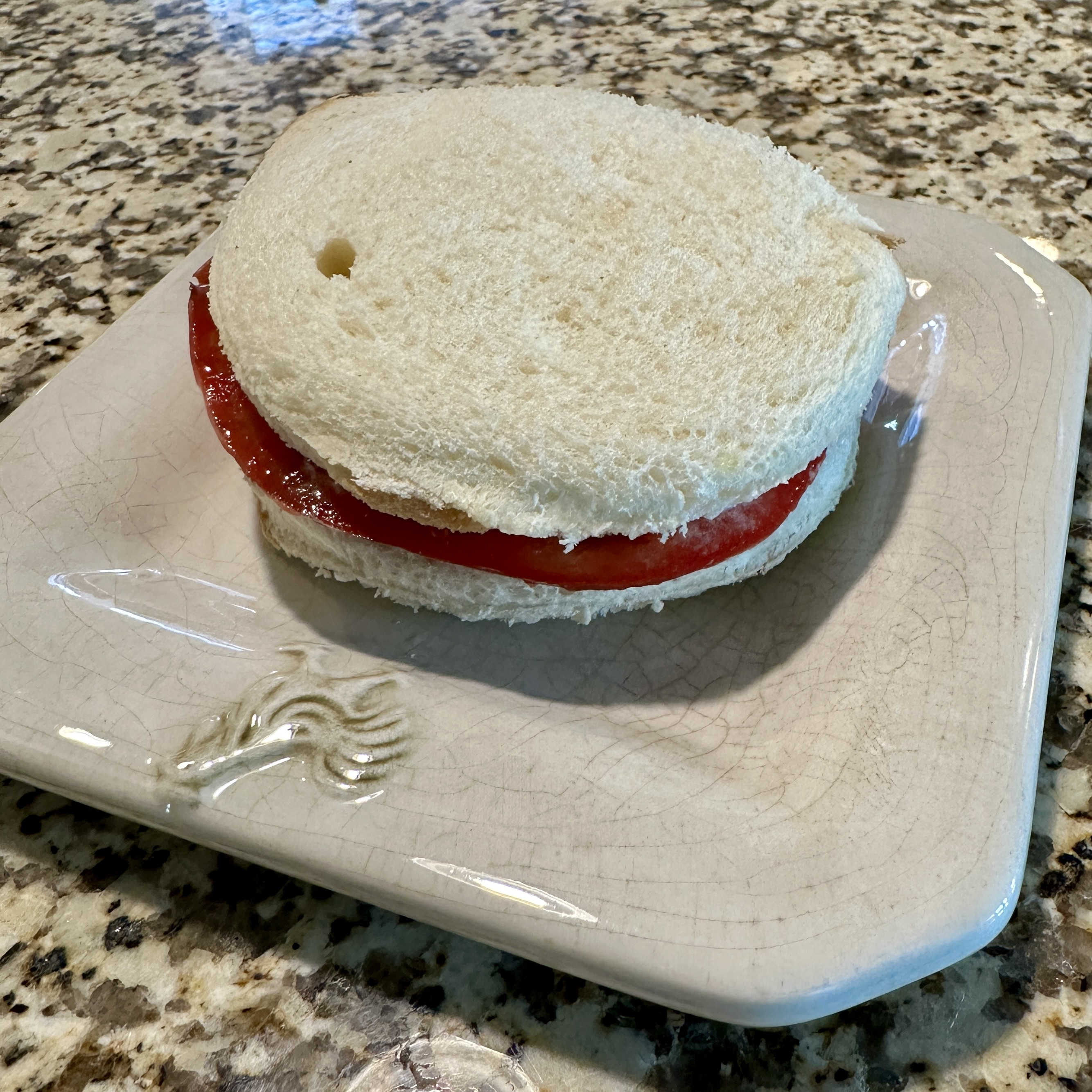
Виксбургский сэндвич с помидорами

Виксбургский сэндвич с помидорами — это разновидность чайного сэндвича; он готовится из тех же ингредиентов, что и сэндвич с помидорами, но хлеб нарезается кружочками, а помидоры нарезаются тонкими ломтиками того же размера, что и хлеб, и подсушиваются, чтобы избежать неряшливости типичного южного сэндвича с помидорами, что делает возможным использовать этот сэндвич на различных мероприятиях.

## Приготовление и подача

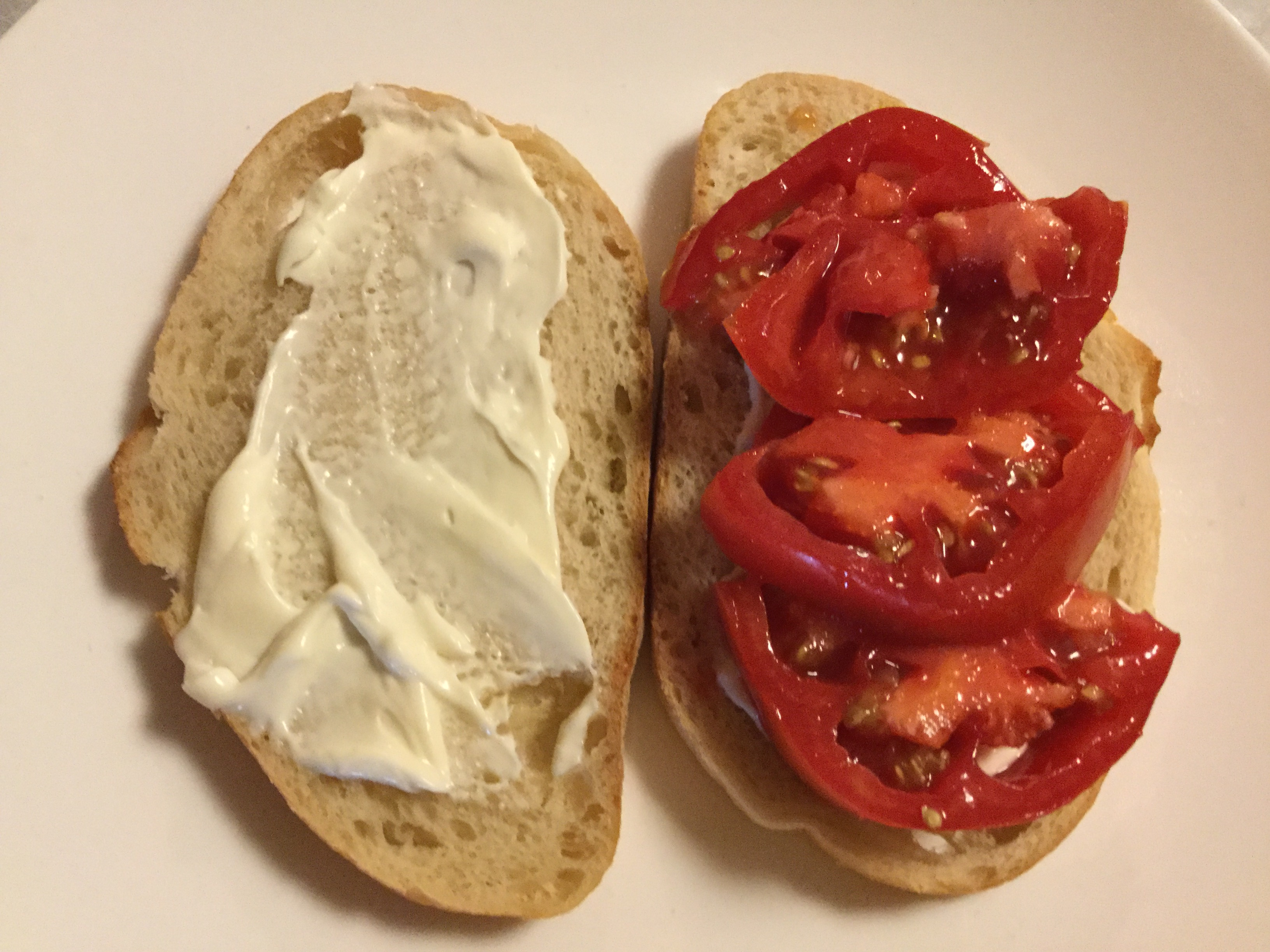
Приготовление сэндвича с помидорами

В некоторых рецептах требуется выбирать помидоры достаточно большого размера, чтобы покрыть ломтик хлеба, и нарезать их по крайней мере такой же толщины, как нарезан хлеб, чтобы избежать соскальзывания более тонко нарезанных или более мелких помидоров. Сэндвич собирается и, согласно некоторым рецептам, ему дают постоять несколько минут, чтобы соль выделила часть сока в майонез и хлеб; в других рецептах его следует подавать немедленно, чтобы избежать риска размокания. Энтузиасты часто рекомендуют есть сэндвич над кухонной раковиной из-за его сочности и даже называют это отличительной чертой превосходного сэндвича с помидорами .  В книге «White Trash Cooking» Эрнеста Мэтью Миклера рецепт даже называется «Сэндвич с помидорами в кухонной раковине».

## События
В Алабаме с начала 2000-х годов проводится ежегодный обед с томатным сэндвичем. Университет Северной Джорджии с конца 2010-х годов присуждает стипендии на ежегодный ужин с сэндвичем с помидорами.